# Tadeusz Szydłowski
Tadeusz Andrzej Szydłowski (ur. 9 czerwca 1883 w Jarosławiu, zm. 25 października 1942 w Krakowie) – polski historyk sztuki, profesor Uniwersytetu Stefana Batorego w Wilnie i Uniwersytetu Jagiellońskiego, pierwszy na ziemiach polskich państwowy konserwator zabytków. Został aresztowany w Sonderaktion Krakau.

## Główne opracowania[1]
- Wit Stwosz w świetle naukowych i pseudonaukowych badań (1913),
- Ruiny Polski (1919),
- Pomniki architektury epoki piast. w województwach krakowskim i kieleckim (1928),
- Spór o Giotta, problem autorstwa fresków w Asyżu na na tle rozwoju metody historji sztuki (1929),
- Stanisław Wyspiański (1930).